# Francesco (musical)
Francesco – musical o życiu świętego Franciszka z Asyżu, z muzyką Piotra Dziubka i librettem Romana Kołakowskiego, w reżyserii Wojciecha Kościelniaka.
Prapremiera światowa miała miejsce 29 września 2007 roku w Teatrze Muzycznym im. Danuty Baduszkowej w Gdyni. Przedstawienie, w całości śpiewane, opowiada o losach świętego Franciszka z Asyżu, od hulaszczych czasów młodości, przez moment utworzenia zakonu franciszkanów, aż do jego śmierci.

## Obsada
- Francesco -  Łukasz Dziedzic, Michał Kocurek
- Klara -  Dorota Białkowska, Natalia Grosiak
- Beatrice -  Marta Bacajewska, Anna Urbanowska, Małgorzata Regent
- Pika–Matka -  Grażyna Drejska
- Ojciec -  Andrzej Śledź
- Ortolana -  Ewa Gierlińska
- Pacyfika -  Renia Gosławska
- Agnieszka -  Magdalena Smuk
- Antonio -  Paweł Bernaciak
- Martino -  Krzysztof Żabka
- Jan a Capello -  Sebastian Wisłocki
- Bernardo -  Tomasz Więcek
- Rufin -  Rafał Ostrowski
- Eliasz -  Krzysztof Wojciechowski
- Leo -  Tomasz Gregor
- Masseo -  Janusz Żak
- Angelo Tankred -  Marek Kaliszuk
- Barbaro -  Tomasz Bacajewski
- Idzi -  Aleksy Perski
- Morico -  Tomasz Czarnecki
- Filip -  Mateusz Deskiewicz
- Sylwester -  Artur Guza
- Piotr -  Robert Kampa
- Papież Innocenty III -  Jacek Wester
- Kardynał Ugolino -  Tomasz Fogiel
- Kardynał Jan San Paolo -  Marek Richter
- Biskup Gwido -  Bernard Szyc
- Anioł - Agnieszka Kaczor
- Szatan -  Tomasz Czarnecki[3]